# Laniellus
Genre
Laniellus est un genre de passereaux de la famille des Leiothrichidae, comprenant 2 espèces de Sibias, jadis inclus dans le genre Crocias.

## Liste des espèces
Selon la classification de référence (version 10.1, 2020) du Congrès ornithologique international (ordre phylogénique) :
- Labiellus langbianis – Sibia du Langbian ;
- Labiellus albonotatus – Sibia tachetée.